# Torii Mototada
Torii Mototada (jap. 鳥居 元忠; * 1539; † 1600) war ein Samurai in Diensten von Tokugawa Ieyasu und der Sohn von Torii Tadayoshi. Er war Kommandeur der Garnison der Burg Fushimi (heute ein Stadtteil von Kyōto).
Als die Armee von Ishida Mitsunari gegen die Burg vorrückte, beschloss Torii Mototada trotz Warnungen seiner Kundschafter, in der Burg zu bleiben, um durch das Aufhalten der feindlichen Truppen seine Loyalität zu seinem Herrn Tokugawa Ieyasu zu zeigen. Seine Männer hielten der Belagerung über zehn Tage stand, bis die Burg – wohl durch einen Verräter in den eigenen Reihen – in Brand geriet. Danach machten sie mehrere Ausfälle gegen den zahlenmäßig weit überlegenen Feind. Nach dem letzten Ausfall verblieben nur noch zehn Mann, mit denen die Burg nicht mehr zu halten war.
Mototada beging daraufhin Seppuku, wobei ihm ein Krieger des Feindes als Kaishaku-Nin assistierte. Dieser Fall von Seppuku ist einer der bekanntesten in der Geschichte Japans.
Das Standhalten von Torii Mototada gab Tokugawa Ieyasu genügend Zeit, um eine kampfbereite Armee aufzustellen und Ishida Mitsunari in der Schlacht von Sekigahara zu besiegen.
| Personendaten    | Personendaten                               |
| ---------------- | ------------------------------------------- |
| NAME             | Torii, Mototada                             |
| ALTERNATIVNAMEN  | 鳥居元忠 (japanisch)                        |
| KURZBESCHREIBUNG | japanischer Samurai und Daimyō (Feudalherr) |
| GEBURTSDATUM     | 1539                                        |
| STERBEDATUM      | 1600                                        |